# Бишоп Хилс (Тексас)
Бишоп Хилс (енгл. Bishop Hills) град је у америчкој савезној држави Тексас. По попису становништва из 2010. у њему је живело 193 становника.

## Демографија
Према попису становништва из 2010. у граду је живело 193 становника, што је 17 (8,1%) становника мање него 2000. године.
| Група             | 2000.       | 2010.       |
| Белци             | 195 (92,9%) | 173 (89,6%) |
| Афроамериканци    | 0 (0,0%)    | 3 (1,6%)    |
| Азијати           | 0 (0,0%)    | 0 (0,0%)    |
| Хиспаноамериканци | 12 (5,7%)   | 15 (7,8%)   |
| Укупно            | 210         | 193         |